# ثقافة تركمانستان

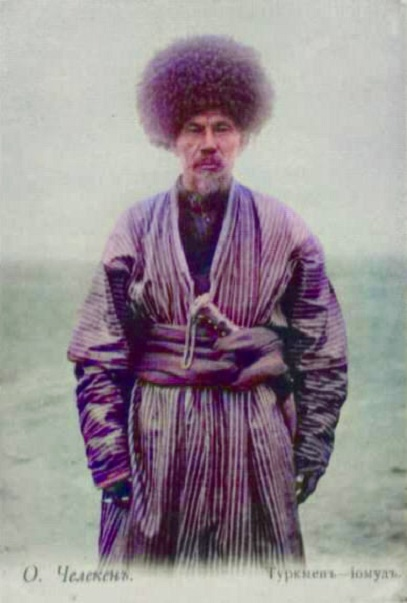
يموت تركمان في الزي التقليدي ، في أوائل القرن العشرين.

لقد كان الشعب التركماني يتألف من البدو الرحل و الفرسان ، ومن بعد سقوط الاتحاد السوفياتي و حتى اليوم فإن محاولات تحضر التركمان لم تكن ناجحة جدا.و لم يكونوا في الحقيقة يشكلون أمة أو مجموعة عرقية متماسكة حتى تم تشكيلهم في واحدة من قبل جوزيف ستالين في الثلاثينيات.في الواقع الشعب التركمانستاني ينقسم إلى عشائر, و كل عشيرة لها لهجتها الخاصة و لباسها الخاصبها . يشتهر التركمانستانييون في صناعة السجاد التركماني و في الغالب يعرف هذا السجاد بالشكل الخاطئ عند الغرب بأنه السجاد البخاري . يتميز السجاد التركماني بالإتقان و بألوانه الزاهية ويعد هذا السجاد وسيلة تساعد في التمييز بين العشائر التركمانية المختلفة .
التركمان هم من المسلمين السنة لكنهم مثل معظم البدو في المنطقة ، لا يتمسكون بالدين الإسلامي و يجمعون بينه و بين الوثنية الروحانية في أيام الجاهلية. يميل التركمان بالفعل إلى أن يكونوا روحانيين ، لكنهم ليسوا بأي حال من الأحوال متدينين.
يمكن التعرف على التركمانيين في أي مكان من خلال قبعاتهم التقليدية " telpek " ، وهي قبعات كبيرة مصنوعة من جلد الغنم الأسود وهي تشبه الأفرو . عادةً ما تتكون الملابس التقليدية للرجال من قبعات عالية مصنوع من جلد الغنم و رداء أحمر فوق قميص أبيض . ترتدي النساء فساتين فضفاضة طويلة و تحتها سراويل ضيقة (يتم تقليم السراويل مع شريط من التطريز عند الكاحل). تتكون أغطية الرأس النسائية عادة من المجوهرات الفضية. يتم وضع أساور ودبابيس مع الأحجار شبه الكريمة.

## اللغة
خارج العاصمة ، اللغة الوطنية للتركمان هي الأكثر انتشاراً. في عشق أباد ، سيكون من الصعب العثور على شخص لا يتكلم اللغة الروسية ، ولكن مع الجهود الأخيرة لإحياء ثقافة تركمانستان القديمة ، تستعيد اللغة التركمانية مكانتها بسرعة باعتبارها اللغة الرئيسية للدولة.

## الأدب
من الشخصيات الكبيرة في الأدب التركماني هما الشاعران مخدوم قلي (ماجتيمجولي بيراغي ) Mammetweli K emine.(ماميتويلي كيميني ) .

## الموسيقى
الموسيقى التركمانية مماثلة جدا للموسيقى الخراسانية .

## معرض الصور

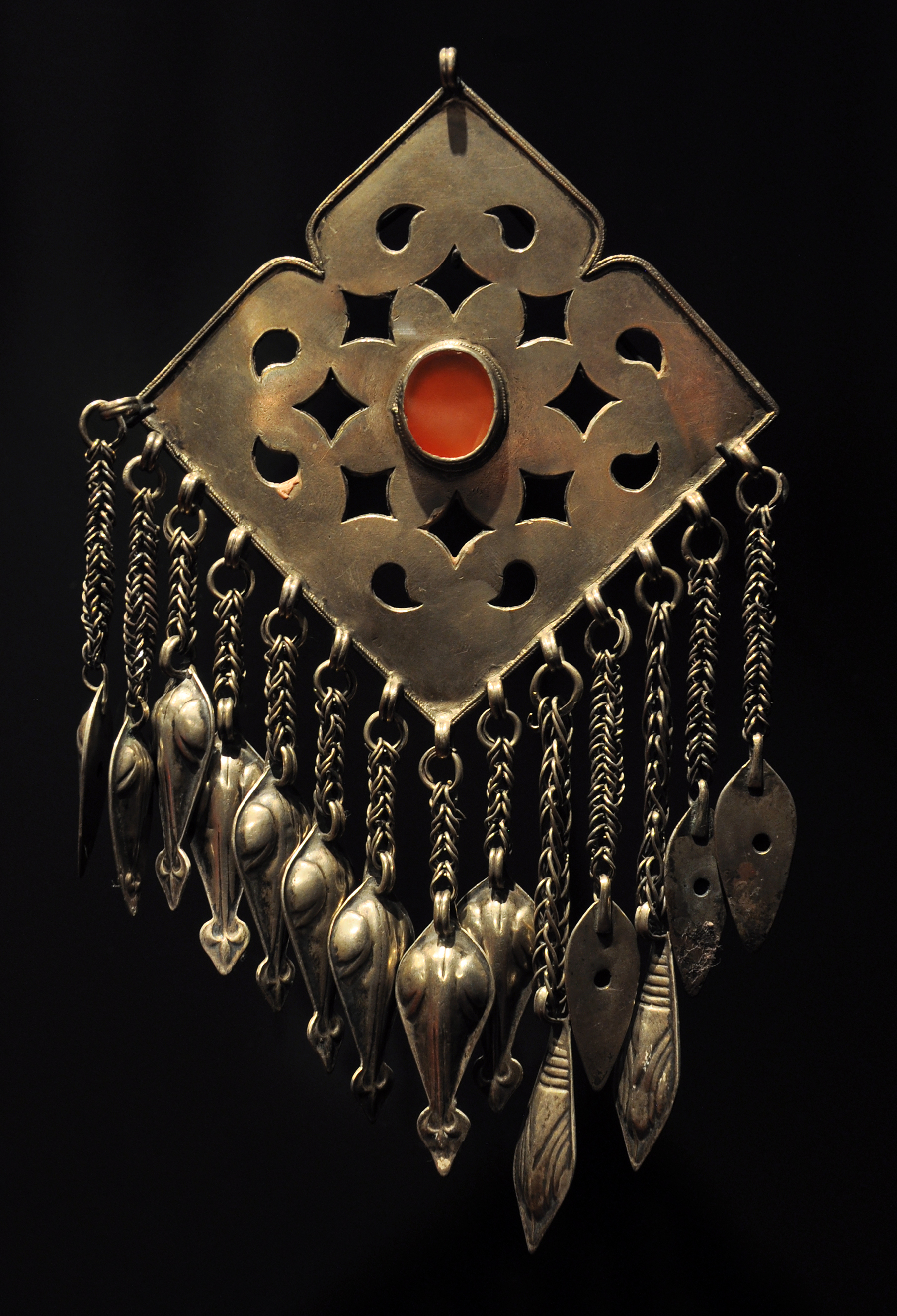
إحدى مجوهرات المرأة التركمانستانية , مصنوعة من المعدن و العقيق الأحمر , يعود للقرن العشرين . موجود في متحف برانلي في باريس ,فرنسا .
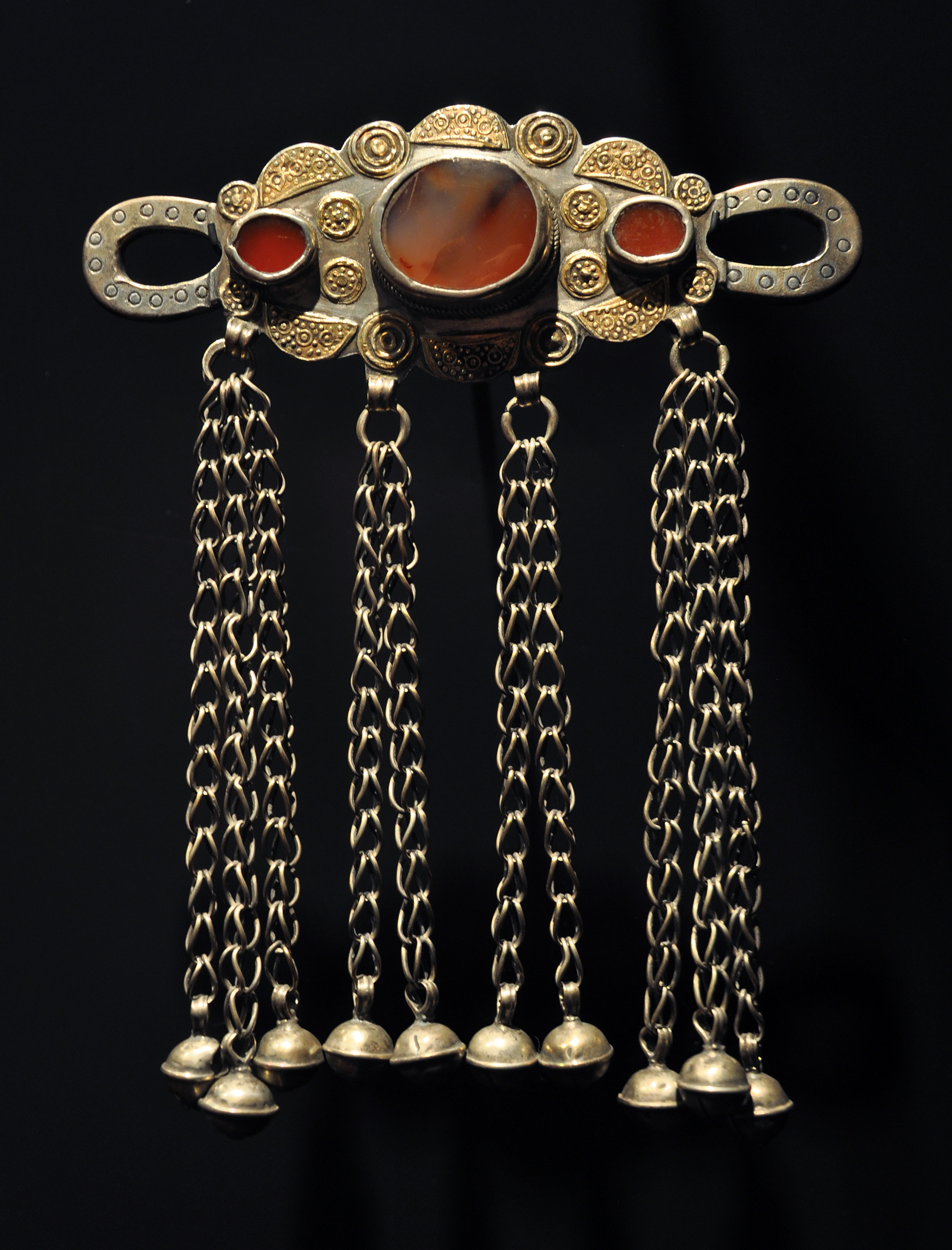
بعض مجوهرات المرأة التركمانستانية ,المصنوعة من الفضة و الذهب و العقيق الأحمر و التي تعود للقرن العشرين . وهي موجدة حاليا في متحف برانلي في باريس , فرنسا .
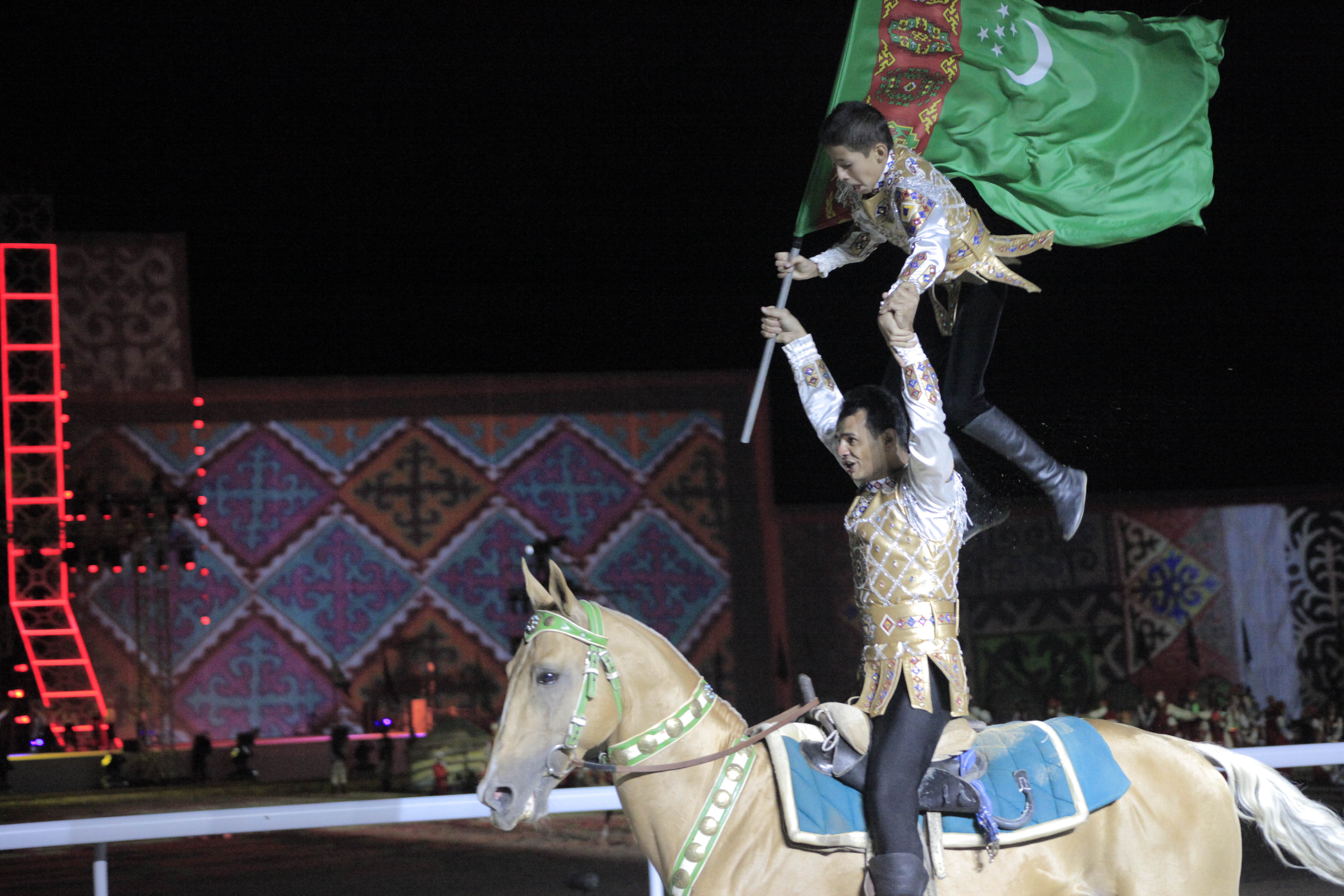
رجل تركماني و ابنه يرفعان علم تركمانستان أثناء ركوبهما على ظهر الخيل خلال مراسم افتتاح ألعاب البدو العالمية عام 2008 .

## روابط خارجية
- موقع رسمي على شبكة الإنترنت مخصص لثقافة تركمانستان
- ثقافة تركمانستان - كوكب وحيد